# Championnat de Grèce de football 2006-2007
Navigation
Saison précédente Saison suivante
La saison 2006-2007 du Championnat de Grèce de football était la 48e édition de la première division grecque. 
Lors de cette saison, l'Olympiakos, tenant, a tenté de conserver son titre de champion de Grèce face aux quinze meilleurs clubs grecs lors d'une série de matchs se déroulant sur toute l'année. Les seize clubs participants au championnat ont été confrontés à deux reprises aux quinze autres. 
À l'issue de la saison, l'Olympiakos remporte son 10e titre, en seulement 11 ans. C'est le 35e titre de champion de Grèce de son histoire. L'AEK Athènes termine 2e à 9 points, le Panathinaikos est 3e à 17 points du champion.

## Qualifications en Coupe d'Europe
À l'issue de la saison, le club champion se qualifie pour la Ligue des champions 2007-2008, alors que le 2e est qualifié pour le tour préliminaire. Le vainqueur de la Coupe de Grèce est désormais qualifié pour la Coupe UEFA 2007-2008, tout comme les clubs classés 3e, 4e et 5e à l'issue de la saison (Si le vainqueur de la Coupe finit à l'une des 5 premières places, c'est le club classé 6e qui se qualifie pour cette compétition). Cette saison, un club se qualifie pour la Coupe Intertoto 2007.

## Les 16 clubs participants
| Club                    | Classement 2005-2006 | Stade                          | Capacité | Ville         |
| ----------------------- | -------------------- | ------------------------------ | -------- | ------------- |
| AEK Athènes             | 2                    | Stade Olympique                | 71 030   | Athènes       |
| AO Aigáleo              | 10                   | Stade Stavros Mavrothalassitis | 12 000   | Aigáleo       |
| Apollon Kalamarias      | 9                    | Stade Apollon                  | 7 000    | Kalamaria     |
| Aris Salonique          | Beta Ethniki         | Stade Harilaou                 | 18 308   | Salonique     |
| Atromitos FC            | 7                    | Stade de Peristeri             | 10 200   | Peristeri     |
| PAE Ergotelis Heraklion | Beta Ethniki         | Stade Pankritio                | 26 240   | Heraklion     |
| Ionikos Le Pirée        | 12                   | Stade Dimotico-Neapoli         | 6 300    | Le Pirée      |
| Iraklis Salonique       | 4                    | Stade Kaftantzoglio            | 28 000   | Thessalonique |
| AO Kerkyra              | Beta Ethniki         | Stade de Kerkyra               | 4 000    | Kerkyra       |
| AEL Larissa             | 8                    | Stade Alkazar                  | 13 108   | Larissa       |
| OFI Crete               | 13                   | Stade Pankritio                | 26 240   | Heraklion     |
| Olympiakos Le Pirée     | 1                    | Stade Karaiskaki               | 33 334   | Le Pirée      |
| Panathinaikos           | 3                    | Stade Olympique                | 71 030   | Athènes       |
| Panionios               | 11                   | Stade Nea Smyrnis              | 11 700   | Athènes       |
| PAOK Salonique          | 6                    | Stade de Toúmba                | 28 701   | Thessalonique |
| AO Xanthi               | 5                    | Stade de Xanthi                | 7 422    | Xanthi        |

## Compétition

### Classement
Le barème de points servant à établir le classement se décompose ainsi :
- Victoire : 3 points
- Match nul : 1 point
- Défaite, forfait ou abandon du match : 0 point

| Rang | Équipe                      | Pts | J  | G  | N  | P  | Bp | Bc | Diff |
| ---- | --------------------------- | --- | -- | -- | -- | -- | -- | -- | ---- |
| 1    | Olympiakos (T)              | 71  | 30 | 22 | 5  | 3  | 62 | 23 | +39  |
| 2    | AEK Athènes                 | 62  | 30 | 18 | 8  | 4  | 60 | 27 | +33  |
| 3    | Panathinaïkos               | 54  | 30 | 16 | 6  | 8  | 47 | 28 | +19  |
| 4    | Aris FC (P)                 | 46  | 30 | 11 | 13 | 6  | 32 | 26 | +6   |
| 5    | Panionios                   | 45  | 30 | 12 | 9  | 9  | 33 | 31 | +2   |
| 6    | PAOK Salonique              | 45  | 30 | 13 | 6  | 11 | 32 | 29 | +3   |
| 7    | OFI Crète                   | 42  | 30 | 12 | 6  | 12 | 41 | 45 | -4   |
| 8    | Atromitos FC                | 40  | 30 | 10 | 10 | 10 | 40 | 44 | -4   |
| 9    | PAE Ergotelis Héraklion (P) | 39  | 30 | 11 | 6  | 13 | 30 | 32 | -2   |
| 10   | AEL Larissa (C)             | 36  | 30 | 9  | 9  | 12 | 30 | 38 | -8   |
| 11   | Skoda Xanthi                | 36  | 30 | 8  | 12 | 10 | 24 | 22 | +2   |
| 12   | Apollon Kalamarias          | 35  | 30 | 9  | 8  | 13 | 27 | 36 | -9   |
| 13   | Iraklis Salonique           | 35  | 30 | 10 | 5  | 15 | 25 | 34 | -9   |
| 14   | AO Kerkyra (P)              | 35  | 30 | 8  | 11 | 11 | 34 | 36 | -2   |
| 15   | AO Aigáleo                  | 28  | 30 | 7  | 7  | 16 | 27 | 45 | -18  |
| 16   | Ionikos Le Pirée            | 9   | 30 | 2  | 3  | 25 | 14 | 62 | -48  |

| Légende : Qualifications et relégations | Légende : Qualifications et relégations                                                                        |
| --------------------------------------- | --- |
|                                         | Ligue des champions 2007-2008 (phase de groupes)                                                               |
|                                         | Ligue des champions 2007-2008 (3e tour préliminaire)                                                           |
|                                         | Coupe UEFA 2007-2008                                                                                           |
|                                         | Coupe Intertoto 2007                                                                                           |
|                                         | Relégué en Beta Ethniki                                                                                        |
|                                         | (T) : Tenant du titre 2005-2006 (C) : Vainqueurs de la Coupe de Grèce de football (P) : Promus de Beta Ethniki |

## Bilan de la saison
| Tableau d'Honneur                |              |
| Compétition                      | Vainqueur    |
| Championnat de Grèce de football | Olympiakos   |
| Coupe de Grèce de football       | AEL Larissa  |
| Supercoupe de Grèce de football  | non disputée |

| Qualifications européennes 2007-2008  |                                                    |
| Ligue des champions 2007-2008         | Qualifiés                                          |
| Phase de groupes 3e tour préliminaire | Olympiakos AEK Athènes                             |
| Coupe UEFA 2007-2008                  | Qualifiés                                          |
| 1er tour                              | Panathinaikos Aris Salonique Panionios AEL Larissa |
| Coupe Intertoto 2007                  | Qualifié                                           |
| 3e tour préliminaire                  | OFI Crete                                          |

| Promotions et relégations |                                               |
| Relégués en Beta Ethniki  | AO Kerkyra AO Aigáleo Ionikos Le Pirée        |
| Promus de Beta Ethniki    | PAE Asteras Tripolis APO Levadiakos PAE Veria |

## Statistiques

### Meilleurs buteurs
| # | Buteurs               | Clubs          | Nb de Buts |
| - | --------------------- | -------------- | ---------- |
| 1 | Nikos Liberopoulos    | AEK Athènes    | 18         |
| 2 | Rivaldo               | Olympiakos     | 17         |
| 3 | Dimitris Salpingidis  | Panathinaikos  | 14         |
| 3 | Marcin Mięciel        | PAOK Salonique | 14         |
| 5 | Nery Castillo         | Olympiakos     | 12         |
| 5 | Dimitris Papadopoulos | Panathinaikos  | 12         |
| 5 | Goran Drulić          | OFI Crete      | 12         |